# Геракл и Геркулес на монетах Античности

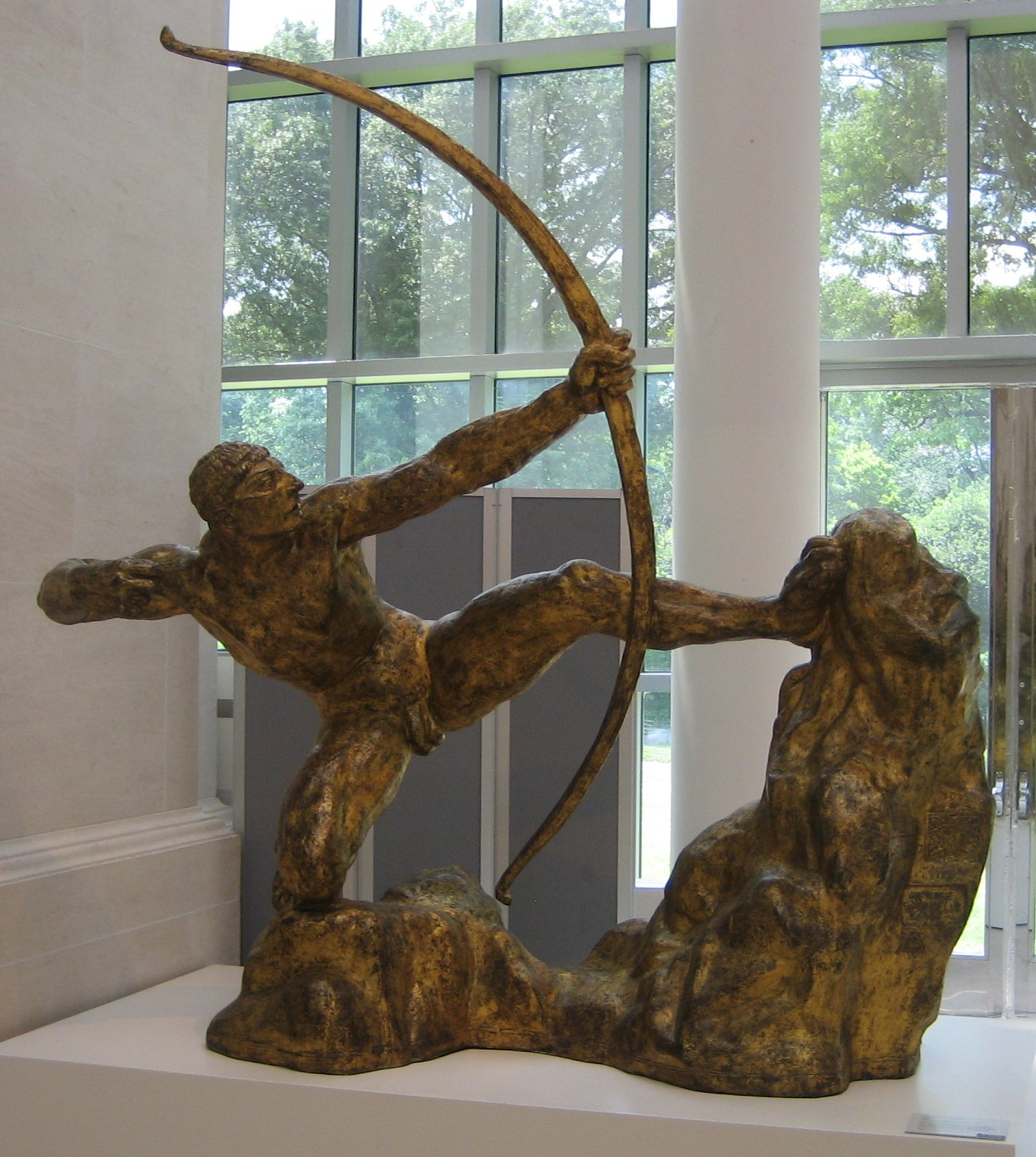
Антуан Бурдель. «Геракл и Стимфалийские птицы»

Гера́кл в Древней Греции (др.-греч. Ἡρακλῆς) или Геркуле́с в Древнем Риме (лат. Herculēs) — герой греко-римской мифологии, часто изображавшийся на монетах Античности.

## Геракл и Геркулес в греко-римской мифологии
В греческой мифологии Геракл был сыном Зевса и Алкмены. Он относился к числу смертных героев, но в награду за свои подвиги получил бессмертие. В римской мифологии он известен под именем «Геркулес». Здесь в 312 году до н. э. он был включён в государственный культ.

## Геракл на монетах Древней Греции
Геракл встречается еще на греческих монетах VI веке до н. э. и с того времени часто изображается, как правило, в виде могучего бородатого мужчины, вооруженного палицей и одетого в шкуру убитого им немейского льва (один из его 12 сверхчеловеческих подвигов), единоборство с которым изображено на высокохудожественных золотых монетах в 100 литр, чеканенных в Сиракузах около 410 года до н. э. Реже Геракл изображался младенцем или мальчиком (например, на реверсе статера, чеканенного около 410 года до н. э. в Кротоне: Геракл, удушающий змей, подложенных в его колыбель.

## Геркулес на монетах Древнего Рима
Геркулес часто встречается также на римских монетах, его голова с львиной гривой впервые встречается на квадрансах — монете в 1/4 римского асса. На монетах Римской империи Геркулес обычно изображался в полный рост и в различных сценах, частично связанных с его подвигами. Римские императоры нередко также изображались с львиной гривой, например Коммод (176—192), прозванный поэтому Коммодом-Геркулесом, на медальоне, чеканенном в 192 году, на реверсе которого — Геркулес с калидонским вепрем и немейским львом. Образ Геркулеса также встречается на монетах Гордиана III (241—243) и Кара (282—283).